# Beat Kuhn
Beat Kuhn (* 8. Januar 1939) ist ein ehemaliger Schweizer Eishockeyspieler.

## Karriere
Kuhn, der zunächst bevorzugt als Verteidiger in Erscheinung trat, aber auch als Angreifer zum Einsatz kam, war nachweislich von mindestens 1958 bis 1966 für den SC Bern aktiv, mit dem er 1959 unter Cheftrainer Ernst Wenger und 1965 unter Ed Reigle die Schweizer Meisterschaft gewann. Im selben Jahr errang er unter Reigle auch den Schweizer Eishockeycup.
Nach seiner Karriere als Eishockeyspieler war Kuhn in einer Jazzband aktiv.